# محمد قتلمش
ابومنصور مُحَمّد بن سَلَیمان بن قُتلُمش بن ترکانشاه سمرقندی(۵۴۳ ق در بغداد-ربیع الآخر ۶۲۰ در بغداد) شاعر، ادیب و زبان‌شناس، ریاضی‌دان مسلمان در سده ششم و هفتم قمری بود. مشهورترین اثر وی «التبر المسبوک والوشی المحبوک» است.